# بين هندريكس
بين هندريكس (8 مايو 1946 - ) هو لاعب كرة قدم هولندي يلعب كمدافع.